# 段焕竞
段焕竞（1911年—1998年），中国人民解放军将领、中国人民解放军开国少将。
曾任江苏军区副司令员。1955年，授予中国人民解放军少将。